# VV Zwartemeer in het seizoen 1960/61
Het seizoen 1960/1961 was het zesde jaar in het bestaan van de Klazienaveense betaaldvoetbalclub Zwartemeer. De club kwam uit in de Tweede divisie en eindigde daarin op de zevende plaats. Tevens deed de club mee aan het toernooi om de KNVB beker, hierin werd de club in de groepsfase uitgeschakeld.

## Wedstrijdstatistieken

### Tweede divisie
|       | Baronie | De Graafschap | Haarlem | Hilversum | LONGA | N.E.C. | Oldenzaal | PEC   | Rigtersbleek | Roda Sport | Tubantia | UVS   | De Valk | Velox | Zeist | Wilhelmina | Zwolsche Boys |
| ----- | ------- | ------------- | ------- | --------- | ----- | ------ | --------- | ----- | ------------ | ---------- | -------- | ----- | ------- | ----- | ----- | ---------- | ------------- |
| Thuis | 0 – 0   | 1 – 1         | 3 – 3   | 0 – 0     | 6 – 5 | 3 – 2  | 1 – 1     | 1 – 0 | 6 – 2        | 0 – 0      | 3 – 3    | 3 – 0 | 3 – 1   | 4 – 1 | 4 – 2 | 6 – 0      | 2 – 2         |
| Uit   | 4 – 0   | 0 – 5         | 4 – 2   | 3 – 1     | 3 – 0 | 1 – 1  | 4 – 0     | 1 – 1 | 2 – 3        | 3 – 2      | 3 – 3    | 0 – 0 | 2 – 1   | 1 – 1 | 2 – 0 | 2 – 4      | 1 – 2         |

### KNVB beker
| Groepsfase                                               | Veendam                                             | 2 – 2 (2 – 0) | Zwartemeer                           |
| 14 augustus 1960 Plaats: Veendam De Langeleegte          | Bert Bouma 15', 22'                                 |               | –' (pen.) Tonny Roosken 87' Jan Smit |
| Groepsfase                                               | Zwartemeer                                          | 3 – 3 (0 – 2) | Be Quick                             |
| 24 augustus 1960 Plaats: Klazienaveen Mr. Ovingstraat    | Tonny Roosken –', –' Job Drent                      |               | Gerard Oosterloo –', 53' Dré Woest   |
| Groepsfase                                               | Germanicus                                          | 3 – 3 (1 – 1) | Zwartemeer                           |
| 18 september 1960 Plaats: Coevorden Sportpark de Pampert | Wim Moes Seepheert Harm Kruk                        |               | –', –' Tonny Roosken Jan Smit        |
| Groepsfase                                               | Zwartemeer                                          | 5 – 2 (2 – 0) | GVAV                                 |
| 30 oktober 1960 Plaats: Klazienaveen Mr. Ovingstraat     | Willy Hoogenberg Jan Smit 5', –', 65' Tonny Roosken |               | Henk Meuken –' (pen.) Bé Kuiper      |

## Statistieken Zwartemeer 1960/1961

### Eindstand Zwartemeer in de Nederlandse Tweede divisie 1960 / 1961
| Stand | Gespeeld | Gewonnen | Gelijk | Verloren | Punten | Doelpunten voor | Doelpunten tegen |
| ----- | -------- | -------- | ------ | -------- | ------ | --------------- | ---------------- |
| 7e    | 34       | 13       | 13     | 8        | 39     | 72              | 59               |

### Topscorers
| #      | Naam             | Goal |
| ------ | ---------------- | ---- |
| 1.     | Tonny Roosken    | 31   |
| 2.     | Willy Hoogenberg | 12   |
| 3.     | Gerald Lippold   | 9    |
| 4.     | Jan Smit         | 8    |
| 5.     | Hans Kalter      | 4    |
| 6.     | Job Drent        | 3    |
| 7.     | Jan Voorn        | 2    |
| 8.     | Foppe ten Hoor   | 1    |
| 8.     | Bé Koops         | 1    |
| 8.     | Gosum de Vries   | 1    |
| Totaal | Totaal           | 72   |

| #      | Naam             | Goal |
| ------ | ---------------- | ---- |
| 1.     | Tonny Roosken    | 6    |
| 2.     | Jan Smit         | 5    |
| 3.     | Job Drent        | 1    |
| 3.     | Willy Hoogenberg | 1    |
| Totaal | Totaal           | 13   |

## Voetnoten
Baronie · De Graafschap · Haarlem · Hilversum · LONGA · N.E.C. · Oldenzaal · PEC · Rigtersbleek · Roda Sport · Tubantia · UVS · De Valk · Velox · Wilhelmina · Zeist · Zwartemeer · Zwolsche Boys